# Nyotaimori

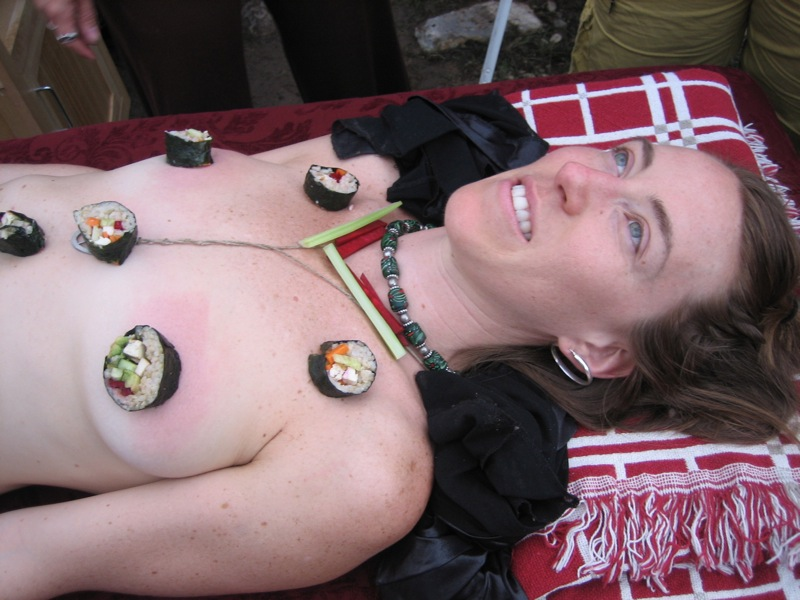
Nyotaimori.

Le nyotaimori (女体盛り) (littéralement « présentation sur le corps d'une femme »), plus connu sous le nom de « corps sushi », consiste à manger des sashimis ou des sushis présentés sur le corps d'une femme nue.
Ce sous-genre des jeux avec de la nourriture est souvent considéré comme étant une pratique typiquement japonaise attirant l'attention de nombre de médias internationaux. Le fait d'être présentés sur un corps humain conférerait aux sushis, sashimis et maki une température voisine de celui-ci. Mais l'origine du nyotaimori reste floue, aucun restaurant au Japon ne proposant ce type de service.
Cette pratique est plutôt considérée au Japon comme jeu sexuel et non comme une tradition culinaire, bien qu'elle soit présentée ainsi dans les autres pays du monde.

## Rituel
Avant de devenir un plat de service vivant, la personne est entraînée à rester parfaitement immobile pendant des heures. Elle doit également être capable de résister à une exposition prolongée au froid des aliments. Son corps sera épilé, y compris le pubis (l'étalage de la pilosité pubienne peut être interprété comme un acte sexuel[réf. nécessaire]). Avant le service, la personne devra se baigner et se savonner avec un savon spécial sans parfum puis s'asperger d'eau froide pour abaisser la température de la peau (surtout pour les sushis qui doivent être consommés frais).
Dans certaines contrées[Où ?], l'interposition d'un film plastique ou d'un autre matériau entre la peau de la personne et les aliments est obligatoire, afin de respecter les règles d'hygiène. De plus, le fait d'envelopper la personne nue dans un film étirable peut également être perçu comme un fétichisme évoquant une momification.

## Variantes

### Nantaimori
Plus rare que son homologue féminin, le nantaimori (男体盛り) consiste à présenter les aliments sur le corps d'un homme. Comme son homologue féminin, il s'agit d'une forme d'humiliation.

### Bondage
Une autre variante de présentation d'aliments sur un corps humain est le bondage sushi bar, qui peut se voir lors de réunions festives sadomasochistes en Europe et, plus particulièrement au Royaume-Uni. La personne assumant le rôle de présentoir est ligotée afin d'empêcher tout mouvement de sa part.

## Réceptions mondaines
Bien que légale dans la plupart des juridictions, la pratique du nyotaimori peut poser problème dans certaines sociétés [réf. nécessaire].
En Afrique du Sud, le nyotaimori organisé le 21 octobre 2010 à l'occasion de la fête d'anniversaire du millionnaire Kenny Kunene fait scandale et est perçu comme « anti-ANC et anti-révolutionnaire » par le Congrès national africain.
Le 10 juin 2023, les proches de Kanye West, qui lui ont organisé une fête pour son 46e anniversaire, ont prévu la présence de plusieurs mannequins servant de présentoirs pour des sushis.

### Occident
Les médias occidentaux rapportent le phénomène qui se répand aux États-Unis et en Allemagne en le présentant sous un faux jour au point qu'il soit perçu au Japon comme étant une pratique d'origine européenne.
Par ailleurs, le nyotaimori est au centre de l'intrigue du film Sushi Girl sorti en 2012 avec, entre autres, Mark Hamill et Sonny Chiba.

### Chine
Le nyotaimori est, à l'heure actuelle, interdit en Chine.